# Prova (ordinamento civile italiano)
La prova nell'ordinamento civile italiano è lo strumento attraverso il quale il giudice forma il suo convincimento riguardo ai fatti allegati dalle parti.
Le prove sono disciplinate sia dal codice civile che da quello di procedura.
Ci sono varie tipologie di prova, alcune simili a quelle penali, altre differenti, come ad esempio la prova legale assolutamente vietata nell'altro ramo processualistico. Le prove si differenziano nel ramo civile in prove precostituite e costituende.

## Generalità
Nel processo civile, l'art. 116 del codice di procedura civile italiano adotta il principio del libero convincimento del giudice, rimettendo la valutazione delle prove al suo "prudente apprezzamento" (in tal caso si parla di "prove libere), fatte salve le norme di legge che conferiscono ad alcune fattispecie di prova la natura di prove legali: in questi casi il Codice Civile prevede esplicitamente che esse non possano e non debbano essere oggetto della valutazione del giudice, il quale può pertanto solo prenderne atto senza rilievo di ogni dubbio. Tipiche prove legali sono la confessione ed il giuramento.

### Principi e regole
Varie regole disciplinano la prova in generale, essenzialmente:
- Onere della prova;
- Dovere del giudice di giudicare anche senza prove o con prove insufficienti;
- I fatti costitutivi devono essere provati da chi fa valere un diritto in giudizio, mentre i fatti estintivi, modificativi o impeditivi del diritto azionato devono essere opposti dalla controparte (solitamente, ma non necessariamente, il convenuto).

Le presunzioni legali, invece, sono espedienti della tecnica legislativa imperniati sulla distribuzione dell'onere della prova, ma ispirati dall'evidente finalità di facilitare la tutela di talune situazioni giuridiche.

### Norme generali
Dunque gli articoli importanti disciplinanti le prove sono:
1) Art. 2697 c.c. – ONERE DELLA PROVA: La parte che intende far valere un diritto in giudizio ha l'onere di provare i fatti che ne costituiscono il fondamento. La parte che eccepisca l'inefficacia di tali fatti, ovvero che il diritto si è modificato o estinto deve provare i fatti su cui si fonda l'eccezione. – Particolarmente importante tale articolo stabilisce il principio dell'onere della prova in capo all'attore che intenda far valere un diritto di provare i fatti costitutivi del diritto stesso. I fatti costitutivi sono i fatti, gli elementi, richiesti dalla legge per l'esistenza di tale diritto. L'onere della prova è in capo anche al convenuto che eccepisca l'inefficacia di tali fatti sostenendo che il diritto si sia estinto o modificato, dovendo perciò provare tali fatti estintivi, modificativi o impeditivi. Fatti estintivi sono tutti i fatti che determinano l'estinzione di un diritto, come ad esempio una prescrizione. Fatti impeditivi sono quei fatti che non condizionano l'esistenza del diritto, ma riguardano i suoi presupposti o la sua efficacia, come ad esempio l'esistenza di una condizione non ancora verificatasi, che appunto impedisce l'esercizio del diritto, nonostante il diritto esista. I fatti modificativi sono quei fatti hanno portato alla modificazione del diritto, ad esempio si è previsto con un altro contratto un termine più ampio per l'adempimento, dunque qualora l'attore esiga dinanzi al giudice l'adempimento producendo nel fascicolo il contratto e dunque un fatto a sostegno della sua richiesta, ma il convenuto eccepirà che nel frattempo si è stipulato un nuovo contratto in cui si prevede un tempo più ampio per l'adempimento, producendo dunque il contratto in questione, ovvero un fatto modificativo del diritto fatto valere dall'attore.
2) Art. 2698 c.c. – PATTI RELATIVI ALL'ONERE DELLA PROVA: Sono nulli i patti previsti per l'inversione dell'onere probatorio quando si tratta di diritti indisponibili per le parti o quando l'inversione ha l'effetto di rendere troppo difficoltoso l'esercizio del diritto per una delle parti
3) Art. 115 c.p.c. – DISPONIBILITA DELLE PROVE: Il giudice pone a fondamento della propria decisione le prove prodotte dalle parti o dal pubblico ministero, nonché i fatti non specificamente contestati dalla parte costituita. Il giudice porrà a fondamento della sua decisione anche le nozioni di fatto che rientrano nella comune esperienza, senza bisogno di prova.
4) Art. 116 c.p.c. – VALUTAZIONE DELLE PROVE: Il giudice valuta le prove secondo il suo prudente apprezzamento, salvo i casi disposti dalla legge. Il giudice può desumere argomenti di prova dal rifiuto delle parti a rispondere a determinate domande nell'interrogatorio, dal rifiuto delle parti ad acconsentire ad ispezioni disposte dal giudice e dal contegno in generale delle parti nel processo.
5) Art. 2727 c.c.- PRESUNZIONI: Le presunzioni sono le conseguenze che il giudice o la legge traggono da fatti noti per risalire a fatti ignorati
6) Art. 2728 c.c. – PRESUNZIONI LEGALI: Le presunzioni legali esonerano da qualunque prova la parte a favore delle quali sono stabilite. Contro le presunzioni, sul fondamento delle quali la legge dichiara nulli certi atti o non ammette l'azione in giudizio, non può essere proposta prova contraria.
7) Art. 2729 c.c. – PRESUNZIONI SEMPLICI: Le presunzioni semplici vengono valutate secondo la prudenza del giudice, il quale può ammetterle solo se gravi, precise e concordanti. Non sono ammesse presunzioni nei casi in cui la legge esclude la prova per testimoni.

## Tipologie

### Prove dirette e indirette
Le prove sono dirette o indirette a seconda che siano idonee a dimostrare immediatamente un fatto senza alcuna operazione logica, o viceversa. Le prove indirette sono chiamate, pertanto, indizi.
L'operazione logica da operarsi in virtù degli indizi si chiama "presunzione semplice" e si riferiscono a essa l'art. 2727 c.c. disponendo che "le presunzioni sono le conseguenze che [la legge o ] il giudice trae da un fatto noto per risalire ad un fatto ignorato" che si aggiunge all'interpretazione degli indizi come presunzioni "gravi, precise e concordanti" ex art. 2729.
La presunzione semplice non è definibile propriamente "mezzo di prova" bensì un'operazione di elaborazione della prova acquisita mediante diversi mezzi, così diventando un altro strumento di convincimento del giudice (sempre sulla base di "indizi" e non di prove).
Le presunzioni qui indicate si differenziano da quelle "legali" in vista della previsione dell'art. 2727 che accenna anche la "legge" come fattore di convincimento nei riguardi degli indizi.
Particolare rilievo a tal proposito acquista così la prova di "verosimiglianza" che sufficie nel caso in cui il convincimento sia fondato su un fatto affermatosi "credibile" o "verosimile" (come in sede cautelare si tratta di "fumus boni juris" che significa letteralmente il "fumo del bene giuridico" che ritradotto vale a dire il "sospetto dell'esistenza di un diritto").

### Argomenti di prova
Gli "argomenti di prova" sono l'ultimo grado delle prove ma se si analizza l'art. 116 c.p.c, al secondo comma, ci si trova di fronte a un elemento che si distacca dalle prove in sé: "il giudice può desumere argomenti di prova dalle risposte che le parti gli danno a norma dell'articolo seguente (art. 117 recante l'interrogatorio non formale delle parti quindi fuori dalla circoscrizione del tribunale, fuori dal processo, e tendenzialmente nell'ufficio del giudice), dal loro rifiuto ingiustificato a consentire le ispezioni che egli ha ordinate e, in generale, dal contegno delle parti stesse nel processo."
Questo sottile aspetto di regola non potrebbe costituire fondamento per il giudizio di fatto (sebbene ci siano pronunce in senso contrario [Cass. 5 giugno 1991 n. 6344 e Cass. 24 novembre 1988 n. 6320]) né per l'operare della presunzione.
Così una particolare figura che consente l'argomento di prova può essere ravvisata nel "principio di prova scritta" che l'art. 2724 n1 c.c. reputa come motivo di sorpasso degli inghippi che ostacolano l'ammissione della prova testimoniale (che, tra le altre cose, s'ha da integrare con quest'ultima).
Così in questa gerarchia "tripartita", l'argomento di prova sta nell'ultimo gradino degli strumenti probatori (e non di prove in sé) poiché hanno lo scopo dell'assunzione della prova talora liberamente "apprezzabile" dal giudice che ne acquisisce l'essenza.
Infine, per completare il quadro, questi mezzi di acquisizione della prova hanno un problema di tipo interpretativo relativamente al poterli 
ritenere "ripartizione descrittiva" o "prescrittiva": stando essi nel Titolo V del Libro I del codice di procedura civile e perciò nei "Poteri del Giudice" si potrebbe pensare che, essendo un potere, si possa affibbiare il valore di "possibilità e facoltà"; in realtà, stando all'interpretazione sostanziale, questo potere va inteso come "spiegazione dei doveri e, eventuali limitazioni, dell'operare del giudice": il potere diventa così ciò che il giudice può e deve fare per esercitare la propria funzione al meglio per garantire la certezza nelle prove durante il processo di cognizione.

### Prove piene e verosimili
A seconda della loro intensità probatoria, le prove possono essere distinte in prove piene o di verosomiglianza: la seconda è richiesta quando la legge non chiede un fatto pieno, ma semplicemente uno probabile. Altrimenti si può parlare di prova propriamente detta e argomento di prova: questo si concretizza in un fatto che da solo non è sufficiente a fondare il convincimento giudiziale, ma da cui tuttavia non si può prescindere in quanto possibile punto di riferimento per quest'ultimo.

### Prove precostituite
Le prove precostituite dobbiamo dire che esse sono costituite da filmati, fotografie, scritti, registrazioni, ovvero dati ed Informazioni in vari formati inerenti un determinato momento storico Vengono introdotte nel processo in maniera diversa rispetto alle prove costituende, che seguono un particolare iter di assunzione che inizia proprio con l'istanza di ammissione della parte. Per l'introduzione di tali prove all'interno del processo è sufficiente allegarle al fascicolo di parte che si deposita in cancelleria. Particolarmente importanti, tra i più frequentemente utilizzati, sono, tra le prove precostituite, i documenti scritti. Vediamo i più importanti, ovvero l'atto pubblico e la scrittura privata. L'atto pubblico è disciplinato all'art 2699 c.c. che stabilisce che l'atto pubblico è il documento redatto con le dovute formalità da un notaio o altro pubblico ufficiale autorizzato a dargli pubblica fede. I requisiti principali dell'atto pubblico sono dunque due, ovvero la redazione da parte di un notaio o altro pubblico ufficiale con le richieste formalità e la pubblica fede attribuitagli dal pubblico ufficiale stesso. L'articolo seguente il 2700 c.c. statuisce che l'atto pubblico fa piena prova, fino a querela di falso, della provenienza dell'atto, delle dichiarazioni fatte dalle parti e degli altri fatti che il Pubblico ufficiale attesta avvenuti in sua presenza. Dunque l'unico procedimento atto a accertare la falsità di un atto pubblico, che altrimenti fa piena prova di quanto contenuto in esso, è la querela di falso. Due sono le falsità che possono essere imputate ad un atto. La falsità materiale ed ideologica. La falsità materiale si ha quando ad esempio l'atto è stato effettivamente redatto da un P.U. ma è stato poi successivamente alterato, dal P.U. stesso o da altre persone. La falsità ideologica invece si ha quando il P.U. ha attestato fatti diversi da quelli accaduti in sua presenza, ad esempio Tizio ha dichiarato 100.000 ed il notaio ha scritto 1.000 o cose del genere. La querela di falso può  essere proposta sia in via principale che in via incidentale. In via principale quando il processo avrà ad oggetto immediato ed esclusivo la falsità dell'atto. Non c'è bisogno di attendere che il documento sia usato per proporre una querela di falso in via principale. Se si è a conoscenza che c'è un atto pubblico falso che riguardi la propria persona non si ha l'obbligo di aspettare che questo ci venga usato contro in un processo, si può incardinare un processo che abbia come oggetto unico l'attestazione della falsità di quell'atto. Può essere però proposta anche in via incidentale, ovvero quando l'atto viene proposto, nell'ambito di un altro processo avente un diverso oggetto, come prova e dunque posso chiederne l'accertamento della falsità. Proposta la querela di falso il giudice chiede alla parte che ha proposto l'atto come mezzo di prova se intende avvalersene o se vuole ritirarlo. Se vuole ritirarlo, ad esempio perché ritiene che possegga altre prove e non vuole essere invischiato in un processo di falso, l'atto non potrà più essere utilizzato in quel processo. Ciò non toglie che l'altra parte potrà comunque proporre querela di falso in via principale. In quest'ultimo caso però i due processi procederanno parallelamente e la proposizione della querela di falso in via principale non toccherà ne sarà mai ed in alcun modo rilevante nel processo in corso avente oggetto diverso. Se invece la parte decide di non ritirare l'atto, il giudizio è sospeso ex lege fino alla decisione sulla querela di falso. La parte che propone l'atto potrebbe, tra l'altro, decidere di ritirare l'atto e non utilizzarlo proprio per evitare una sospensione ex lege del processo ed un dilungamento del tempi. Ad ogni modo se la parte non lo ritira il giudice ne valuta l'ammissibilità, ed è questo l'unico caso in cui una prova documentale è sottoposta ad una valutazione preventiva di rilevanza(a differenza di quanto avviene per le prove costituende). Se ritiene l'atto idoneo ad integrare la fattispecie dedotta in giudizio lo ritiene ammissibile, altrimenti non ammette la proposizione della querela di falso.

### L'atto pubblico

#### Natura giuridica
Ai sensi dell'art 2699 c.c. l'atto pubblico è “il documento redatto, con le richieste formalità, in presenza di un notaio o di altro pubblico ufficiale autorizzato ad attribuirgli pubblica fede nel luogo dove l'atto è formato”. Gli elementi fondamentali dell'atto pubblico sono perciò quello della pubblica fede che la presenza del pubblico ufficiale gli attribuisce, e la redazione dell'atto avvenuta mettendo in atto precise formalità richieste dalla legge. L'atto pubblico ha un peso particolarmente intenso dal punto di vista probatorio, perché è una prova legale a cui dunque il giudice deve necessariamente credere. Essa può essere però messa in discussione con un particolare istituto, ovvero la querela di falso. Ma di cosa fa piena prova l'atto pubblico? Della provenienza dell'atto dal pubblico ufficiale, delle dichiarazioni delle parti contenute nell'atto e di tutti gli altri fatti che si sono svolti dinanzi al pubblico ufficiale. In altre parole l'atto pubblico ha efficacia probatoria solo per “l'estrinseco” del documento ma non per l'intrinseco. In altre parole il giudice dovrà dare per vero che le parti in quel preciso orario erano davanti al pubblico ufficiale ponendo in essere determinate affermazioni, in quel determinato luogo ecc… (questo è l'estrinseco del documento). Ma se ad esempio le parti hanno dichiarato il falso accordandosi poi diversamente in privato, questa è una cosa che non risulterà certo nell'atto pubblico, in quanto non percepibile da notaio (questo è l'intrinseco del documento).  

#### La querela di falso
L'art. 221 c.p.c. che stabilisce che la querela di falso può essere proposta sia in via principale che in corso di causa, ovvero in via incidentale, in qualsiasi stato e grado del processo, finché la verità non sia stata accertata con sentenza passata in giudicato. È necessario, ci dice oltretutto l'art. 221 c.p.c., che siano presenti le indicazioni di elementi e di prove di falsità dell'atto. Cosa vuol dire quando parliamo di proposizione in via principale? Si ha proposizione in via principale quando la querela viene proposta con atto di citazione introduttivo del giudizio, avendo come unico oggetto dello stesso l'accertamento della falsità dell'atto, esclusa la proposizione cumulata di altre domande. La querela viene proposta in via incidentale invece quando non è introdotta nel processo tramite un atto di citazione introduttivo del giudizio che abbia come unico oggetto l'accertamento della falsità dell'atto(esclusa la proposizione cumulata di altre domande), ma è introdotta a processo già iniziato, cioè nel corso del processo.
Con la querela di falso si potrà dunque accertare la falsità di un atto presentato nel corso di un processo, falsità che può essere sia materiale che ideologica. Abbiamo falsità materiale nei casi di contraffazione(ovvero quando l'atto in realtà non è stato redatto dinanzi ad un pubblico ufficiale, ma viene spacciato per tale), oppure nei casi di alterazione (cioè quando l'atto è stato redatto dinanzi ad un pubblico ufficiale ma in seguito alterato). La falsità può essere anche di tipo ideologico, ad esempio nei casi in cui l'atto redatto dal pubblico ufficiale riporti dichiarazioni false, oppure parzialmente diverse dalla realtà, oppure quando il pubblico ufficiale ha riportato nell'atto fatti non avvenuti in sua presenza e via dicendo.
La querela può essere proposta personalmente dalla parte oppure per mezzo di procuratore speciale, e dunque rispettivamente con atto di citazione o con dichiarazione da unirsi al verbale, ai sensi del secondo comma dell'art. 221 c.p.c.
È obbligatorio l'intervento nel processo del pubblico ministero.
Una volta proposta la querela di falso nel corso del processo, dunque in via incidentale, ai sensi dell'art. 221 c.p.c., il giudice istruttore procede al cosiddetto interpello, ovvero interpella la parte che ha presentato il documento sulla volontà di volerla utilizzare nel processo oppure no. Se la risposta è negativa, questa non verrà utilizzata. Se è positiva il giudice autorizza la presentazione della querela, qualora il documento il questione sia rilevante per il processo.
Per quanto riguarda le scritture private provenienti da terzi, possono essere liberamente contestate dalle parti, perché costituiscono prove atipiche e dunque avrebbero un valore probatorio meramente indiziario. Possono però contribuire a fondare il convincimento del giudice unitamente ad altri dati probatori acquisiti al processo.
Sulla querela di falso si pronuncia sempre il collegio e non il giudice istruttore. Inoltre se la sentenza (art 224 c.p.c.) accoglie la domanda, la sua esecuzione non avrà luogo prima che per tale sentenza non sia sopravvenuto il giudicato, ai sensi dell'art. 221 c.p.c., comma 2.

### Scrittura privata

#### Autenticazione e riconoscimento
Altra prova documentale importante al fianco dell'atto pubblico è quella della scrittura privata. La scrittura privata non viene definita dalla legge, ma può ritenersi come un documento, non proveniente da un pubblico ufficiale, che attraverso segni grafici, sia capace di conservare dichiarazioni di volontà o di scienza aventi rilevanza giuridica. Per essere attribuita ad un soggetto la scrittura privata deve essere da lui sottoscritta. L'art. 2702 c.c. che stabilisce che la scrittura privata fa piena prova fino a querela di falso della provenienza della dichiarazione dalla parte che l'ha sottoscritta, se colui contro la quale è prodotta ne riconosce la sottoscrizione ovvero se questa è considerata legalmente riconosciuta. Altro articolo importante è il successivo, ovvero l'art. 2703 c.c. che ci parla della sottoscrizione autenticata, l'autenticazione. L'autenticazione è l'attestazione da parte di un notaio o altro pubblico ufficiale che la sottoscrizione è stata posta in essere in sua presenza, previo accertamento dell'identità di chi sottoscrive. L'autenticazione conferisce efficacia di prova legale in merito alla provenienza dell'atto, servendo inoltre a render certa la data. La data, se non vi è l'autenticazione, non può essere considerata certa, sino al verificarsi di un evento come la registrazione della scrittura o la riproduzione in atti pubblici. Altri articolo particolarmente importanti sono gli articoli 214 e 215 c.p.c. L'art 214 c.p.c. ci parla del disconoscimento della scrittura privata. La parte contro cui è prodotta la scrittura potrà disconoscerla negando formalmente la propria scrittura o la propria sottoscrizione. Gli eredi e gli aventi causa possono limitarsi ad affermare di non conoscere la scrittura o la sottoscrizione del loro autore. L'art 215 ci dice che la scrittura si avrà per riconosciuta se la parte contro la quale la scrittura è proposta o alla quale è attribuita, è contumace, e se la parte comparsa non la disconosce o non dichiara di non conoscerla nella prima udienza o nella prima risposta successiva alla produzione. La corte costituzionale ha dichiarato l'illegittimità della art 292 c.p.c. comma 1 dove non prevede la notificazione al contumace del verbale in cui si dà atto della produzione della scrittura privata, non indicata in atti notificati in precedenza. Dunque la scrittura privata avrà efficacia di prova legale nei seguenti casi:
1) Riconoscimento espresso, ai sensi dell'art. 2702 c.c., che stabilisce che la scrittura privata fa piena prova fino a querela di falso della provenienza della dichiarazione da chi l'ha sottoscritta se la parte contro cui è prodotta o a cui è attribuita riconosce la sottoscrizione o se questa è legalmente riconosciuta.
2) Riconoscimento tacito, ai sensi dell'art 215 c.p.c., che stabilisce che la scrittura privata si dà per riconosciuta se la parte contro cui è prodotta o a cui è attribuita è contumace o se la parte comparsa non la disconosce o non dichiara di non conoscerla entro la prima udienza ex 183 c.p.c. o nella prima risposta successiva alla produzione
3) Autenticazione, ai sensi dell'art 2703 c.c., che stabilisce l'attestazione di un P.U. che la sottoscrizione si sia verificata in sua presenza previo accertamento dell'identità del soggetto sottoscrittore. Dà anche prova di data certa, che altrimenti non si avrebbe, salvo il verificarsi di eventi come la registrazione della scrittura o la sua produzione in atti pubblici
4) Il giudizio di verificazione, ai sensi dell'art 216 c.p.c., che adesso andremo a vedere.
Va sottolineato che le norme civilistiche sulla scrittura privata, sulle riproduzioni di scritture private e di documenti informatici, e sulle riproduzioni meccaniche sono quelle che più realizzano la concezione del processo civile come: "gioco delle parti". Basti pensare che a mente dell'art. 2719 c.c. la parte che produca fotocopie false o mutilate di scritture originali può vedersele riconosciute dal giudice civile come rappresentative di affermazioni vere laddove non vi sia apposita contestazione di controparte, senza che questo comportamento integri reati penali di falso. Infatti l'art.2719 c.c. (che appunto impone per le riproduzioni fotostatiche di documenti la consueta regola civilistica per la quale l'affermazione non contestata si dà per provata) viene riconosciuto dalla giurisprudenza penale come integrativo e limitativo delle fattispecie penali di falsità documentale.

#### Il giudizio di verificazione
L'art 216 c.p.c. prevede che qualora la parte che ha prodotto la scrittura in giudizio voglia, nonostante questa sia stata disconosciuta, utilizzarla in giudizio, deve chiederne la verificazione, con un'istanza di verificazione, proponendo mezzi di prova che ritiene utili o indicando le scritture che possono servire da comparazione. In sostanza il giudizio di verificazione si incentrerà su raffronto tra documento impugnato e le scritture di comparazione. Queste scritture sono determinate su accordo delle parti o in mancanza di accordo si sceglierà la scrittura di cui la parte si dichiara autrice, oppure accertata per sentenza o contenuta in atto pubblico.to. Potrebbe anche accadere che non si riesca a trovare nessuna scrittura di comparazione, allora il giudice potrà far scrivere la parte sotto dettatura, se la parte non si presenta o si rifiuta senza giustificato motivo il giudice potrà ritenere la scrittura riconosciuta. L'art 220 dispone che sull'istanza di verificazione disponga sempre il collegio, ma poiché questa non rientra nelle ipotesi dell'art50 bis, la causa potrà essere decisa dal giudice monocratico. Inoltre il giudice, per evitare che il documento disconosciuto vada perso può disporne la custodia in cancelleria. Dunque, una parte produce in giudizio un documento, la parte contro cui è proposto o a cui è attribuito può tempestivamente negare formalmente la propria scrittura o la propria sottoscrizione. Di conseguenza la parte che ha proposto il documento potrà o rinunciare a valersi del documento o proporre un'istanza di verificazione ai sensi del 216, proponendo i mezzi di prova che ritiene utili o producendo o indicando le scritture di comparazione.

## Assunzione e acquisizione dei mezzi di prova
L'assunzione dei mezzi di prova è disciplinata nel codice di procedura civile. Per le prove precostituite (documentali) basta la produzione e la valutazione, mentre per quelle costituende c'è un iter più macchinoso, basato su tre fasi: istanza di ammissione, ammissione da parte dell'organo giudicante ed assunzione della prova.
Compito della direzione dell'assunzione delle prove è del giudice istruttore. Egli può assumere le prove direttamente (ad es. sentendo i testimoni in udienza) ovvero può provvedervi per mezzo di un incaricato (consulente tecnico d'ufficio, cd. CTU o perito).
Diversamente dal diritto penale, il diritto civile non ha un'apposita norma che vieti l'utilizzo delle prove contra legem, per cui nei contenziosi è utilizzabile la prova ottenuta illegalmente, nell'ambito dello stesso procedimento o eventualmente in procedimenti giudiziari di differente natura. 
Ogni procedimento è autonomo nella valutazione della legittimità dell'acquisizione della prova, che potrebbe essere accolta ad esempio in un procedimento penale e non riconosciuta in un altro contenzioso. Tuttavia, l'acquisizione già avvenuta in altri procedimenti può motivare l'acquisizione delle stesse nel processo civile, a maggior ragione per il fatto che nel diritto civile la valutazione di legittimità non è obbligatoria. 
L'acquisizione delle prove può essere valutata nel merito, ex ante, come inosservanza della procedura prima di acquisire le prove, ad esempio per la mancanza di un regolare mandato, oppure ex post, come applicazione illegittima delle procedure al caso specifico. Ad esempio, in un processo civile potrebbero essere ritenute contra legem le prove raccolte in un processo penale tramite l'accesso domiciliare o la perquisizione personale, autorizzate inizialmente da un Procuratore della Repubblica, e successivamente valutata da terzi come un atto illegittimo.
Più precisamente le prove precostituite è sufficiente che vengano allegate nel fascicolo di parte depositato in cancelleria. Ricordiamo che le principali prove precostituite sono l'atto pubblico e la scrittura privata. Le prove costituende invece, come sappiamo, si formano all'interno del processo come risultante dell'istruttoria svolta dalle parti e dal giudice. Le prove costituende più importanti sono le cosiddette prove orali. Esse sono: La testimonianza, la confessione, il giuramento. Altre prove costituende non orali sono: l'ispezione giudiziale, la consulenza tecnica, il rendimento dei conti. È da dire, per la massima precisione, che il rendimento dei conti non costituisce una vera e propria prova, ma un procedimento speciale, mentre la consulenza tecnica non viene sempre intesa come prova ma talvolta solo come strumento del giudice volto ad integrare le sue conoscenze. Ad ogni modo le prove costituende vengono ammesse nel processo attraverso un procedimento istruttorio che vede innanzitutto l'istanza di ammissione, con cui la parte chiederà al giudice l'ingresso del mezzo di prova nel processo. Ovviamente non vi sarà istanza d'ammissione nelle prove disposte d'ufficio dal giudice e nei casi in cui, per la natura della prova, non sia possibile seguire l'intero procedimento istruttorio.
A seguito dell'istanza d'ammissione, il giudice provvederà a stabilire se il mezzo proposto sia ammissibile e rilevante. È ammissibile il mezzo di prova ritenuto idoneo dal nostro ordinamento a provare un determinato fatto in causa. È rilevante il mezzo di prova idoneo a far luce sui fatti in causa. In mancanza anche di uno solo di questi requisiti il giudice rigetterà l'istanza. Se il giudice ritiene il mezzo di prova ammissibile e rilevante emetterà un provvedimento d'ammissione, o più precisamente un'ordinanza d'ammissione. Il codice di rito negli art. 202 ss. detta una serie di regole per l'assunzione delle prove. Innanzitutto le parti possono assistere personalmente alle prove purché in silenzio, senza interloquire se non interrogate dal giudice e senza poter fare deduzioni sui mezzi di prova. Le prove sono assunte nell'udienza in cui è stato ammesso il mezzo di prova, se è possibile. In una successiva udienza stabilendone il luogo, il modo ed il tempo. Può essere assunta in più udienze, se non è possibile assumerla in una sola udienza. Possono essere assunte anche fuori dalla circoscrizione del tribunale dove è stata incardinata la causa se non è possibile assumerla nella circoscrizione del tribunale. All'estero se non è possibile assumerla in Italia. Gli incidenti sulla prova sono risolti dal giudice con ordinanza. Dell'assunzione della prova si redige processo verbale sotto la direzione del giudice. Le dichiarazioni delle parti e dei testimoni vengono lette e dalle stesse sottoscritte. Al fine di trarne argomenti di prova il giudice può riportare nel verbale il contegno delle parti. Se la parte che ha chiesto l'assunzione della prova, cioè il suo difensore, non è presente, il giudice la dichiara decaduta dal farla assumere, salvo che l'altra parte non ne chieda ugualmente l'assunzione. La parte che ne ha chiesto inizialmente l'assunzione, nell'udienza successiva può chiedere al giudice la revoca dell'ordinanza con cui il giudice ha dichiarato decaduta dall'assunzione la prova se riesce a provare di essere stato assente per cause a lui non imputabili. Il procedimento di assunzione può concludersi con l'acquisizione della prova, oppure con un'ordinanza di decadenza dal far assumere la prova da parte del giudice se la parte che ne aveva richiesto l'assunzione non si è presentata. Può accadere poi o che non vi siano altri mezzi di prova da assumere, oppure che anche essendoci altri mezzi di prova, il giudice ritiene di non disporne l'assunzione a causa dei risultati raggiunti.